# Леонідов Олег Анатолійович
Оле́г Анато́лійович Леоні́дов (нар. 16 серпня 1985, Дніпропетровськ) — український футболіст, захисник.

## Біографія
Вихованець дніпропетровського футболу, перший тренер — Андрій Нікулін. Першим професійним клубом Леонідова був нікопольський «Електрометалург-НЗФ» (Нікополь), в якому він грав з 2004 року. У 2006 році виступав за ПФК «Севастополь», за який в основному складі відіграв лише один матч, після чого опинився у фарм-клубі «Севастополя» — команді «Авліта», яка виступала в чемпіонаті Криму. У 2007 році грав за южноукраїнську «Енергію», в якій був гравцем основного складу. З 2008 — гравець ФК «Львів». У сезоні 2008/09 провів 3 матчі в Прем'єр-лізі та 15 матчів у першості молодіжних складів. За молодіжний склад він забив 1 гол, який став його першим голом у професіональній кар'єрі.
На початку 2011 року перейшов до «Оболоні». Взимку 2012 «Оболонь» виставила гравця на трансфер, після чого Леонідов пройшов збори з «Нафтовиком-Укрнафтою» і добре там себе зарекомендував, унаслідок чого охтирський клуб орендував гравця на півроку. Після завершення сезону отримав статус вільного агенту, перебував на перегляді та тренувався з МФК «Миколаїв».
У липні 2016 року став гравцем «Полтави».